# Jeremy Irvine
Jeremy William Fredric Smith, známý jako Jeremy Irvine (* 18. června 1990 Gamlingay, Cambridgeshire), je britský filmový, divadelní a televizní herec.
Jeho filmový debut přišel v roce 2011 ve snímku Válečný kůň, o rok později ztvárnil Pipa ve filmu Nadějné vyhlídky. Kromě toho se objevil například ve filmech Koleje osudu, Stonewall, Pád nebo Mamma Mia! Here We Go Again.

## Životopis
Narodil se v Gamlingay do rodiny političky a inženýra. Má dva mladší bratry, jeden z nich ztvárnil mladší verzi Pipa ve filmu Nadějné vyhlídky. Všichni tři chlapci mají od dětství cukrovku. S herectvím začal ve věku šestnácti let, přiměl ho k tomu jeho učitel. Na střední škole Bedford Modern School si zahrál Romea a spoustu dalších hlavních rolí. Poté účinkoval v National Youth Theatre.
Po absolvování jednoletého hereckého kurzu na Londýnské akademii múzických a dramatických umění, kde se setkal mimo jiné se Samem Claflinem, dva roky neúspěšně rozesílal své životopisy. Když se rozhodl, že s hraním přestane, získal hlavní roli v dramatu Stevena Spielberga, Válečný kůň.

## Kariéra
Než se začal naplno věnovat herectví, tak pracoval v místním supermarketu, věnoval se webdesignu, nebo učil v herecké škole. V roce 2009 ztvárnil Luka v televizním seriálu Life Bites a o rok později se objevil ve hře Dunsinane, kterou uvedla Royal Shakespeare Company. V červnu 2010 byl obsazen do hlavní role do filmu Stevena Spielberga, Válečný kůň. Irvine se na roli Alberta intenzivně připravoval, přibral 6 kg svalů a naučil se jezdit na koni. Za svůj výkon získal nominace na filmové ceny London Film Critics' Choice Award a na Empire Award.
V dubnu 2011 byl obsazen do role Pipa do filmu Nadějné vyhlídky podle stejnojmenné knihy od Charlese Dickense. V říjnu 2011 se v magazínu The Hollywood Reporter objevila zpráva, že Irvine ztvární mladého Erica Lomaxe ve filmu Koleje osudu. O rok později si zahrál po boku Dakoty Fanning v nezávislém filmu Teď a tady. V lednu 2013 magazín Variety oznámil, že Irvine byl jedním z kandidátů na role Tobiase Eatona (Čtyřky) ve filmu Divergence a Peety Mellarka ve filmu Hunger Games, nicméně filmová studia se nakonec rozhodla dát tyto role známějším hercům. V tom samém roce byl Irvine obsazen do filmů The World Made Straight a Pád.
V roce 2018 se objevil v dramatu Billionaire Boys Club a také ztvárnil mladšího Sama Carmichaela (jeho starší verzi hrál Pierce Brosnan) ve filmovém muzikálu Mamma Mia! Here We Go Again. O rok později ztvárnil hlavní roli v televizním seriálu Treadstone.

## Filmografie

### Film
| Rok  | Název                        | Role                 | Poznámky |
| ---- | ---------------------------- | -------------------- | --- |
| 2011 | Válečný kůň                  | Albert Narracott     | Nominace – London Film Critics' Choice Award pro nejlepšího britského mladého herce Nominace – Empire Award pro nejlepšího nováčka |
| 2012 | Teď a tady                   | Adam                 | |
| 2012 | Nadějné vyhlídky             | Philip „Pip“ Pirrip  | |
| 2013 | Koleje osudu                 | mladý Eric Lomax     | |
| 2014 | A Night in Old Mexico        | Gally                | |
| 2014 | V hledáčku střelce           | Ben                  | |
| 2015 | Žena v černém 2: Anděl smrti | Harry Burnstow       | |
| 2015 | The World Made Straight      | Travis Shelton       | |
| 2015 | The Bad Education Movie      | Atticus Hoye         | |
| 2015 | Stonewall                    | Danny Winters        | |
| 2016 | This Beautiful Fantastic     | Billy                | |
| 2016 | Pád                          | Daniel Grigori       | |
| 2018 | Klub miliardářů              | Kyle Biltmore        | |
| 2018 | Mamma Mia! Here We Go Again  | mladý Sam Carmichael | |
| 2019 | Paradise Hills               | Markus               | |
| 2019 | Profesor a šílenec           | Charles Hall         | |
| 2020 | Nejvyšší pocta               | William Pitsenbarger | |
| 2023 | Hlasy mrtvých                | Neil                 | |

### Televize
| Rok  | Název                       | Role                | Poznámky              |
| ---- | --------------------------- | ------------------- | --------------------- |
| 2009 | Life Bites                  | Luke                | hlavní role (2. řada) |
| 2019 | SAS: Odvážnému štěstí přeje | on sám              | 5 dílů                |
| 2019 | Treadstone                  | J. Randolph Bentley | hlavní role           |
| 2025 | Cizinka: Krev mé krve       | Henry Beauchamp     | hlavní role           |

### Videoklipy
| Rok  | Název          | Role | Poznámky                          |
| ---- | -------------- | ---- | --------------------------------- |
| 2018 | Friendly Fires | muž  | videoklip kapely Heaven Let Me In |